# Karel Kašpar
Karel Boromejský Kašpar (16 de maio de 1870 - 21 de abril de 1941) foi um cardeal checo da Igreja Católica Romana . Ele serviu como arcebispo de Praga de 1931 até sua morte, e foi elevado ao cardinalato em 1935.

## Biografia
Nascido em Mirošov , Karel Kašpar frequentou o seminário em Plzeň e o Pontifício Ateneu Romano S. Apolinário em Roma . Foi ordenado ao sacerdócio em 25 de fevereiro de 1893 e depois realizou o trabalho pastoral em Svojšín até 1895. Em 1899, iniciou o trabalho pastoral em Praga e tornou-se um cânone de seu capítulo da catedral .
Em 8 de março de 1920, Kašpar foi nomeado Bispo Titular de Betsaida e Bispo Auxiliar de Hradec Králové . Ele recebeu sua consagração episcopal em 11 de abril do arcebispo František Kordač. Kašpar foi posteriormente nomeado bispo de Hradec Králové em 13 de junho de 1921 e arcebispo de Praga em 22 de outubro de 1931. Como arcebispo de Praga , ele também foi primaz da Igreja na Tchecoslováquia .
O Papa Pio XI criou-o Cardeal Sacerdote de Ss. Vitale, Valeria, Gervasio e Protasio no consistório de 16 de dezembro de 1935. Por ocasião da visita do rei Carol II da Romênia a Praga em 1936, Kašpar permitiu que seu rebanho comesse carne em uma sexta-feira . O primata tcheco foi um dos cardeais eleitores que participaram do conclave papal de 1939 que selecionou o papa Pio XII .
Kašpar morreu em Praga, aos 70 anos. Ele está enterrado na Catedral de São Vito .

## Link Externo
- Cardinals of the Holy Roman Church
- Catholic-Hierarchy [self-published]